# Максимовка (Запорожская область)
Макси́мовка (укр. Максимівка) — село,
Максимовский сельский совет,
Вольнянский район,
Запорожская область,
Украина.
Код КОАТУУ — 2321583001. Население по переписи 2001 года составляло 567 человек.
Является административным центром Максимовского сельского совета, в который, кроме того, входят сёла
Казачье,
Крутой Яр,
Новофёдоровка,
Трудолюбовка и
Широкое.

## Географическое положение
Село Максимовка находится в 2-х км от сёл Васильковское и Новофёдоровка.
По селу протекает пересыхающий ручей с запрудой.

## История
- 1854 год — дата основания.

## Экономика
- «Авангард», агрофирма, ЧП.

## Объекты социальной сферы
- Школа.
- Детский сад.
- Дом культуры.
- Участковая больница.

## Достопримечательности
- Братская могила советских воинов.